# 新座駅

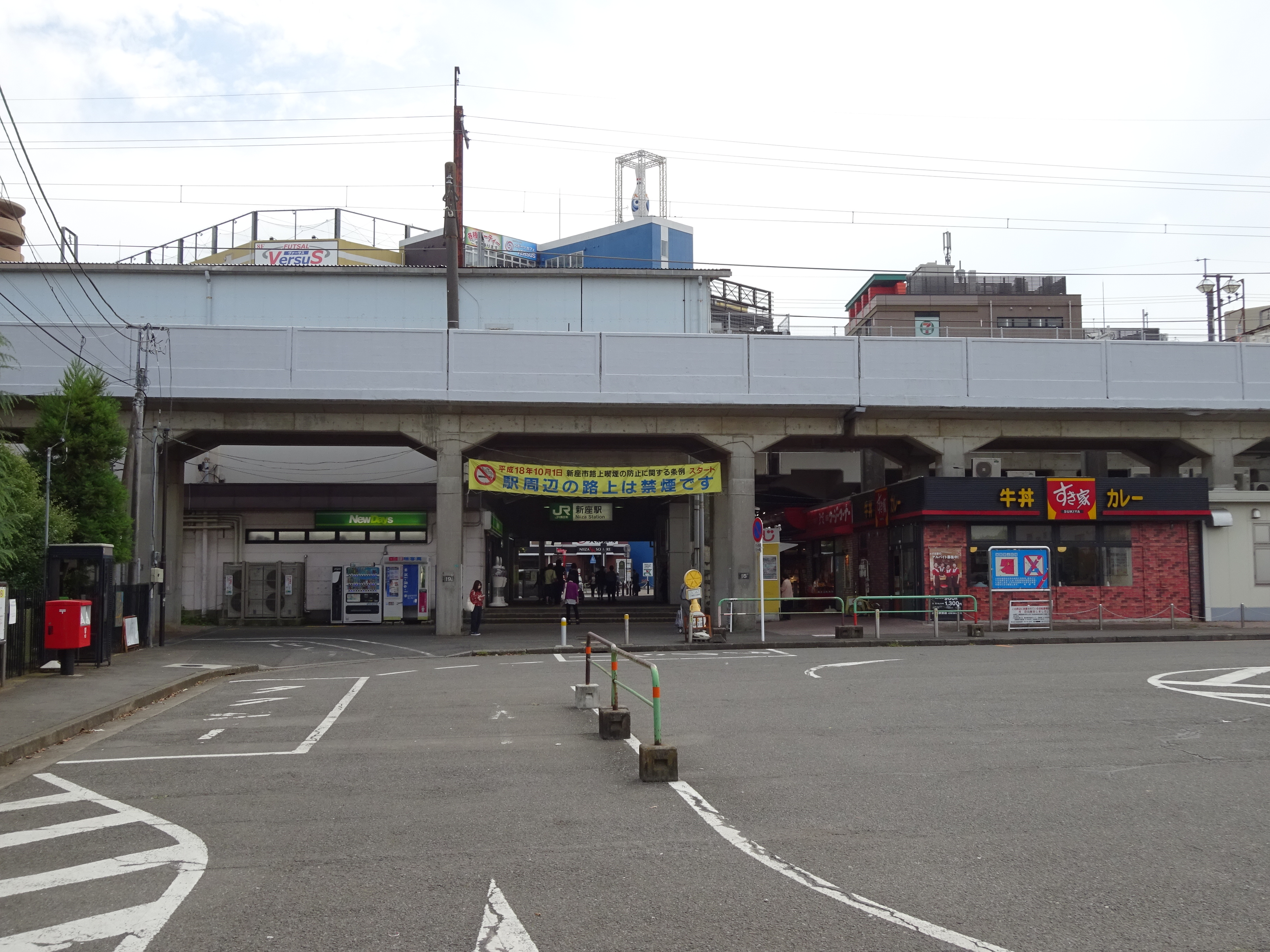
北口（2017年9月）

新座駅（にいざえき）は、埼玉県新座市野火止5丁目にある、東日本旅客鉄道（JR東日本）武蔵野線の駅である。駅番号はJM 29。
この駅から府中本町方は八王子支社管内に入る。

## 歴史

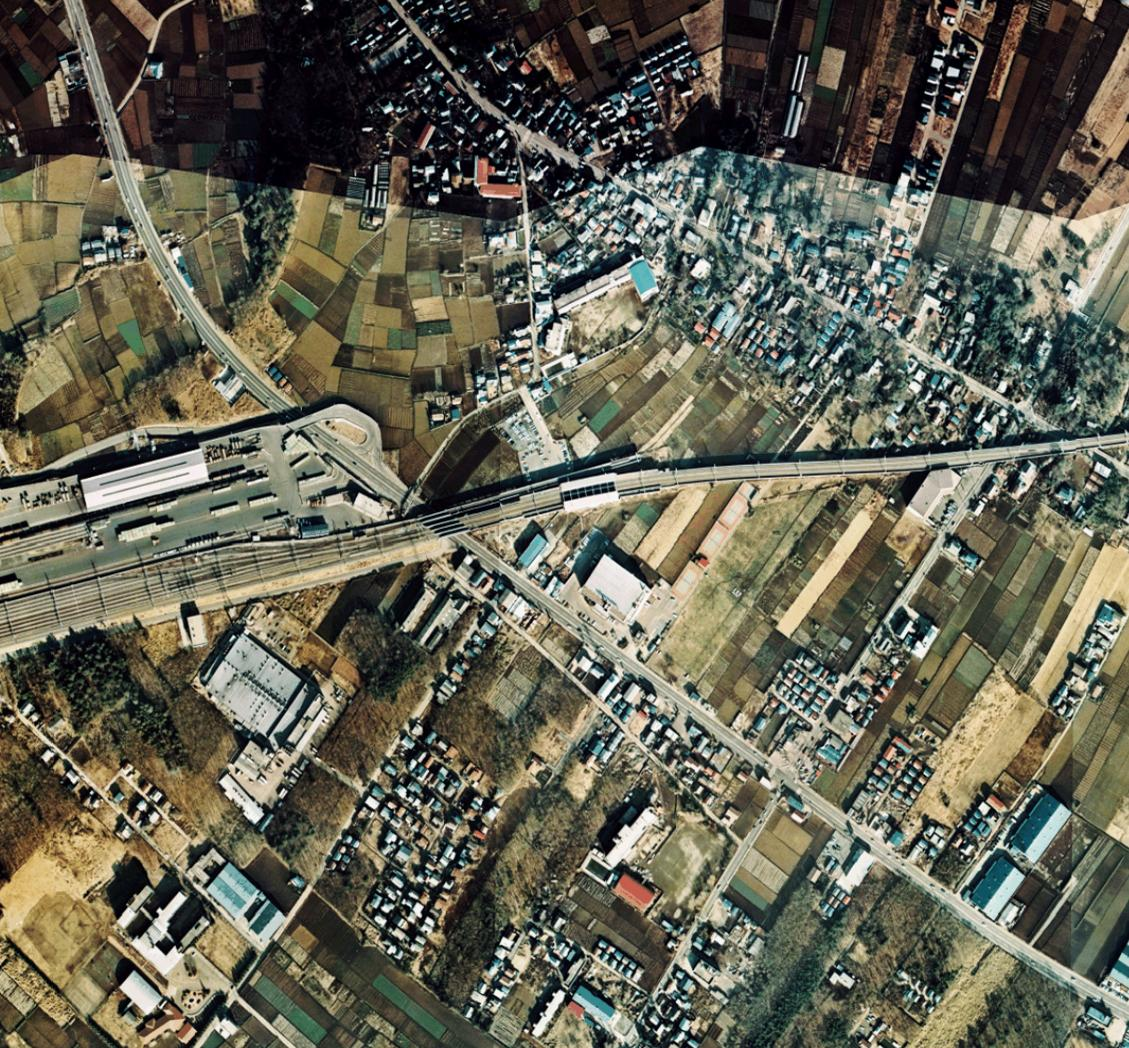
新座駅付近空中写真（1974年撮影 国土画像情報オルソ化空中写真（国土交通省）より） 開業1年後の様子。畑が広がる中に新座貨物ターミナル駅（左）が目立つ。国道254号線は旧道沿い（駅北口）の方が栄えていた

- 1973年（昭和48年）4月1日：日本国有鉄道（国鉄）武蔵野線の駅として、旅客駅として新座市大字野火止字南側に開業[5]。開業当初に自動改集札機が試験設置された12駅の一つ[6]。業務委託駅[6]。
- 1987年（昭和62年）4月1日：国鉄分割民営化に伴い、東日本旅客鉄道（JR東日本）の駅となる[2]。
- 2001年（平成13年）11月18日：ICカード「Suica」の利用が可能となる[広報 1]。
- 2002年（平成14年）：駅南口が再開発される。
- 2004年（平成16年）4月11日：新座市に特別住民登録されている『鉄腕アトム』生誕1周年を記念して、発車メロディが『鉄腕アトム』のテーマになる[7]。新座市に手塚プロダクションが立地している[7]。
- 2020年（令和2年）5月31日：みどりの窓口の営業を終了[8]。
- 2021年（令和3年）10月26日：改札外に駅ナカシェアオフィス「STATION WORK」のテレワークブース「STATION BOOTH」が開設[9]。

### 反対運動
開業後も2002年（平成14年）に駅南口が再開発されるまでは、駅南側は数人の大地主のブドウ畑・ボウリング場で占められ、全く駅前の様相はなく、北側もロータリーがあったものの駅前までの道は中型車が通るのが限度であり、隣の北朝霞駅との間に工場や倉庫が点在するだけで、利用者数低迷の原因となった。
武蔵野線新座駅の建設には反対運動が起こったが、大和田町（現新座市）はかつては鉄道を誘致したことがある。現在の東武東上線は敷設にあたり、川越街道（国道254号）の大和田宿附近を通る予定だった。大和田町はこのルートに賛成だったが、志木町の住人が強く鉄道を誘致した。一方大和田町も誘致したが結局敗れ、ルートは現在の志木駅を通るように変更された。

## 駅構造
ややカーブした相対式ホーム2面2線を有する高架駅で、その2線の間に中線1線を持つ。この中線は新座貨物ターミナル駅に入る際の連絡線として使われ、上り線から新座貨物ターミナル駅へ入線する列車はすべてここを通ることになる。駅本屋の施工は東急建設による。改札から各ホームへはエスカレーターとエレベーターが整備されている。両番線ともホームの両端は屋根が設置されていない。
武蔵野統括センター管理の業務委託駅（JR東日本ステーションサービス委託）である。ただし、お客さまサポートコールシステムが導入されており、一部時間帯は遠隔対応のため改札係員は不在となる。また、多機能券売機・指定席券売機・自動改札機が設置されている。
駅カラーは近辺に多く所在するブドウ畑にちなんで紫色となっている。

### のりば
| 番線 | 路線     | 方向 | 行先                       |
| ---- | -------- | ---- | -------------------------- |
| 1    | 武蔵野線 | 上り | 西国分寺・府中本町方面     |
| 2    | 武蔵野線 | 下り | 南浦和・新松戸・西船橋方面 |

（出典：JR東日本:駅構内図）

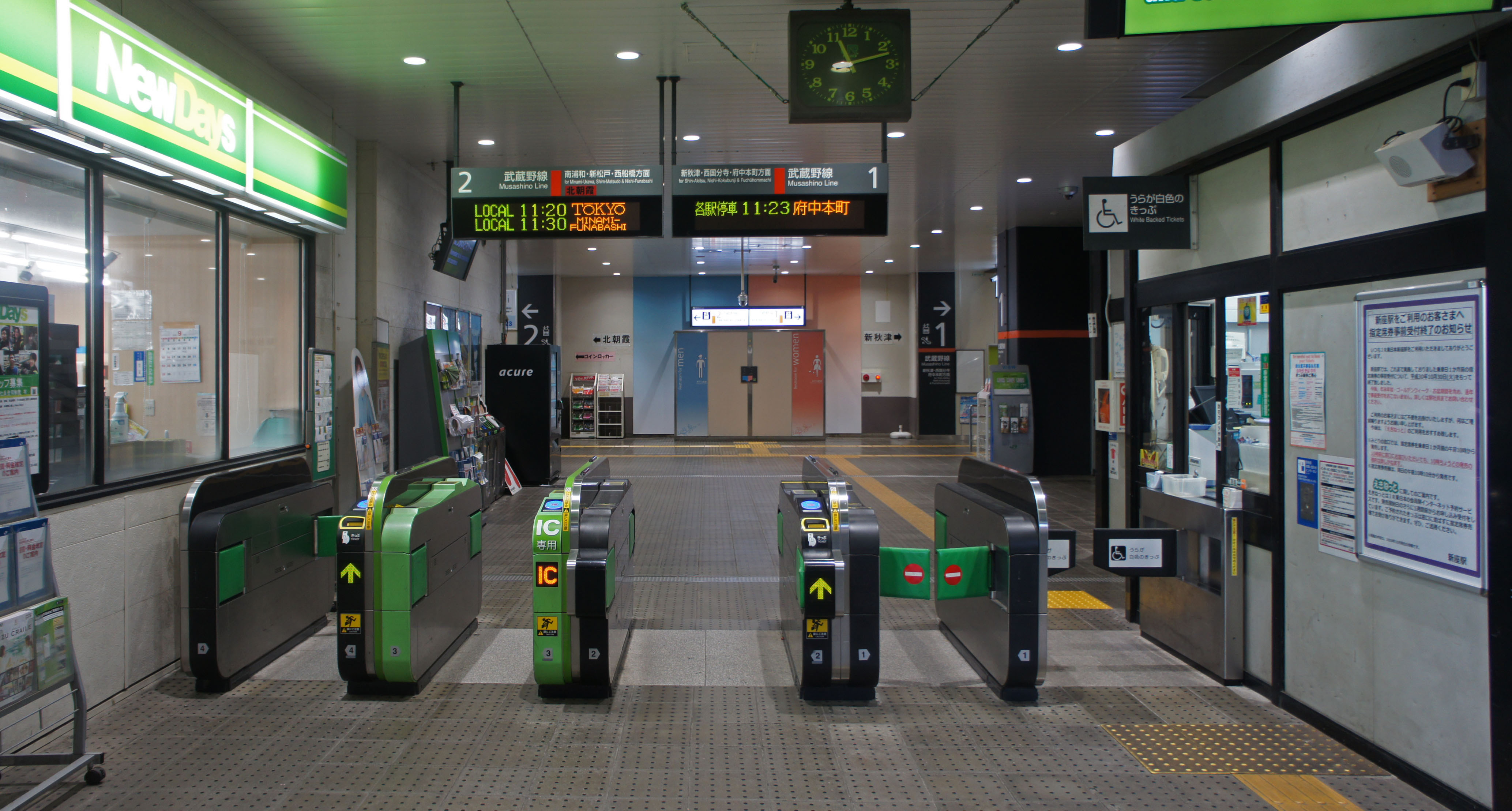
改札口（2019年9月）
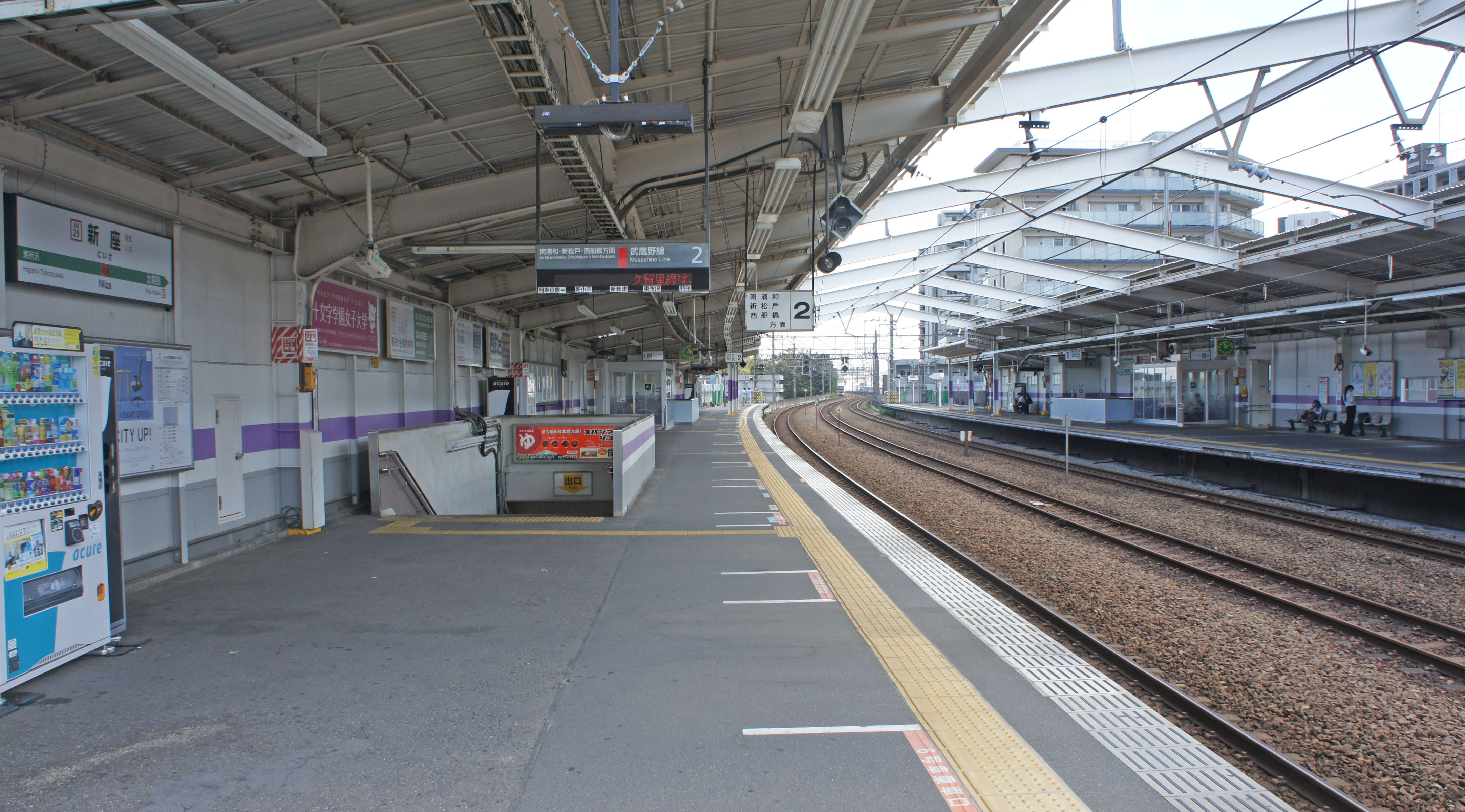
ホーム（2019年9月）

## 利用状況
2023年度（令和5年度）の1日平均乗車人員は20,188人である。武蔵野線内26駅中東松戸駅に次ぐ15位で、同線内の単独駅では東浦和、越谷レイクタウンに次いで第3位。直近10年以上増加傾向であり、2016年度に2万人を上回った。
1990年度（平成2年度）以降の1日平均乗車人員の推移は下表のとおりである。年度全体の乗車人員を365（閏日が入る年度は366）で除して1日平均乗車人員を求めており、計算で生じた小数点以下の値は切り捨てているため、定期外と定期の和は必ずしも合計と一致しない。
| 年度               | 1日平均乗車人員 | 1日平均乗車人員 | 1日平均乗車人員 | 出典              |
| 年度               | 定期外          | 定期            | 合計            | 出典              |
| ------------------ | --------------- | --------------- | --------------- | ----------------- |
| 1990年（平成02年） |                 |                 | 8,846           |                   |
| 1991年（平成03年） |                 |                 | 9,723           |                   |
| 1992年（平成04年） |                 |                 | 10,598          |                   |
| 1993年（平成05年） |                 |                 | 11,011          |                   |
| 1994年（平成06年） |                 |                 | 11,461          |                   |
| 1995年（平成07年） |                 |                 | 11,687          |                   |
| 1996年（平成08年） |                 |                 | 11,635          |                   |
| 1997年（平成09年） |                 |                 | 11,429          |                   |
| 1998年（平成10年） |                 |                 | 11,628          |                   |
| 1999年（平成11年） |                 |                 | 11,832          | [ 埼玉県統計 1 ]  |
| 2000年（平成12年） |                 |                 | 12,031          | [ 埼玉県統計 2 ]  |
| 2001年（平成13年） |                 |                 | 12,130          | [ 埼玉県統計 3 ]  |
| 2002年（平成14年） |                 |                 | 12,646          | [ 埼玉県統計 4 ]  |
| 2003年（平成15年） |                 |                 | 12,881          | [ 埼玉県統計 5 ]  |
| 2004年（平成16年） |                 |                 | 13,668          | [ 埼玉県統計 6 ]  |
| 2005年（平成17年） |                 |                 | 14,549          | [ 埼玉県統計 7 ]  |
| 2006年（平成18年） |                 |                 | 15,427          | [ 埼玉県統計 8 ]  |
| 2007年（平成19年） |                 |                 | 16,349          | [ 埼玉県統計 9 ]  |
| 2008年（平成20年） |                 |                 | 16,887          | [ 埼玉県統計 10 ] |
| 2009年（平成21年） |                 |                 | 16,978          | [ 埼玉県統計 11 ] |
| 2010年（平成22年） |                 |                 | 17,714          | [ 埼玉県統計 12 ] |
| 2011年（平成23年） |                 |                 | 17,834          | [ 埼玉県統計 13 ] |
| 2012年（平成24年） | 4,870           | 13,869          | 18,739          | [ 埼玉県統計 14 ] |
| 2013年（平成25年） | 4,957           | 14,473          | 19,431          | [ 埼玉県統計 15 ] |
| 2014年（平成26年） | 5,025           | 14,038          | 19,063          | [ 埼玉県統計 16 ] |
| 2015年（平成27年） | 5,191           | 14,503          | 19,695          | [ 埼玉県統計 17 ] |
| 2016年（平成28年） | 5,339           | 14,930          | 20,270          | [ 埼玉県統計 18 ] |
| 2017年（平成29年） | 5,407           | 15,208          | 20,615          | [ 埼玉県統計 19 ] |
| 2018年（平成30年） | 5,467           | 15,536          | 21,004          | [ 埼玉県統計 20 ] |
| 2019年（令和元年） | 5,306           | 15,906          | 21,213          | [ 埼玉県統計 21 ] |
| 2020年（令和02年） | 3,794           | 10,482          | 14,277          |                   |
| 2021年（令和03年） | 4.746           | 12,253          | 17,000          |                   |
| 2022年（令和04年） | 5,209           | 14,067          | 19,276          |                   |
| 2023年（令和05年） | 5,577           | 14,611          | 20,188          |                   |

## 駅周辺
南口
- 新座警察署新座駅前交番
- バス・タクシー乗り場
- ラ・ヴィーニュ新座
  - フードガーデン新座店
  - トイザらス新座店
- 埼玉県道・東京都道40号さいたま東村山線（通称：志木街道）
- 国道254号バイパス（通称：川越街道・新座バイパス）
- 武蔵野銀行新座支店
- 巣鴨信用金庫新座支店
- 新座野火止郵便局
- 不二家埼玉工場
- 十文字学園女子大学
- 東京都下水道局清瀬水再生センター
- オリエンタル酵母工業埼玉工場
- 手塚プロダクション
- 埼玉県新座警察署
- 新座郵便局
- 新座市役所
- 平林寺[7]
- 野火止用水本水路・分水路[7]
- 埼玉県道・東京都道179号所沢青梅線
- 新座市立野火止小学校
- ニトリ 新座店

北口
- 新座貨物ターミナル駅
- 凸版印刷朝霞工場
- あさか野農業協同組合野火止支店
- 新座大和田郵便局
- 立教大学新座キャンパス[7]
  - 立教新座中学校・高等学校[7]
- 跡見学園女子大学新座キャンパス[7]
- 西武台新座中学校・西武台高等学校
- 埼玉県立新座柳瀬高等学校
- 新座市立大和田小学校
- 国道463号（浦和所沢バイパス）
- 英インターチェンジ - 川越街道と国道463号の立体交差地。
- 埼玉県道109号新座和光線（旧川越街道）
- くみまちモールにいざ
  - ベイシア新座店
  - カインズ新座店

## バス路線
最寄り停留所は「新座駅南口」と「新座駅北入口」の2か所である。「新座駅北入口」停留所は、駅から少し離れた旧川越街道上にある。池袋駅西口発深夜急行バス新座駅南口終点（国際興業バス池袋営業所）・コミュニティバス「にいバス」（東武バスウエスト新座営業事務所）・スクールバス（西武総合企画）以外は、西武バスの運行である。
| のりば       | 運行事業者   | 系統・行先 | 備考                                                                              |
| 新座駅南口   | 新座駅南口   | 新座駅南口 | 新座駅南口                                                                        |
| ------------ | ------------ | --- | --------------------------------------------------------------------------------- |
| 1            | 西武バス     | - 清61・清62・志33・志33-1：志木駅南口                                                                                          |                                                                                   |
| 2            | 西武バス     | - 清61・清61-3・清62：清瀬駅北口 - 志33：新座営業所                                                                             |                                                                                   |
| 3            | 西武バス     | - 泉30-1：大泉学園駅北口 - 久留23：東久留米駅東口 - 新座01：新座営業所 - 志35：志木駅南口 - 新座03：凸版印刷                    | - 「泉30-1」は平日1本のみ運行 - 「志35」は平日のみ運行 - 「新座03」は朝夕のみ運行 |
| 3            | 西武総合企画 | 立教新座キャンパス（直通スクールバス）                                                                                          |                                                                                   |
| －           | にいバス     | - 志木コース：志木駅南口方面 - 志木コース・東久留米コース：新座市役所 - 東久留米コース：東久留米駅東口 - 清瀬コース：清瀬駅入口 |                                                                                   |
| 新座駅北入口 |              | |                                                                                   |
| 南側         | 西武バス     | 所52：所沢駅東口 |                                                                                   |
| 南側         | にいバス     | 志木コース：志木駅南口方面（右回り）                                                                                            |                                                                                   |
| 北側         | 西武バス     | 所52：志木駅南口 |                                                                                   |
| 北側         | にいバス     | 志木コース：新座市役所 |                                                                                   |

## 隣の駅
東日本旅客鉄道（JR東日本）
 武蔵野線
北朝霞駅 (JM 28) - 新座駅 (JM 29) - 東所沢駅 (JM 30)

### 記事本文

##### 広報資料・プレスリリースなど一次資料
1. ↑  “Suicaご利用可能エリアマップ（2001年11月18日当初）” (PDF).   東日本旅客鉄道. 2019年7月27日時点のオリジナルよりアーカイブ。2020年4月23日閲覧。

### 利用状況
JRの1日平均利用客数
1. ↑  各駅の乗車人員 - JR東日本

JR東日本の2000年度以降の乗車人員
1. ↑  各駅の乗車人員（2000年度） - JR東日本
2. ↑  各駅の乗車人員（2001年度） - JR東日本
3. ↑  各駅の乗車人員（2002年度） - JR東日本
4. ↑  各駅の乗車人員（2003年度） - JR東日本
5. ↑  各駅の乗車人員（2004年度） - JR東日本
6. ↑  各駅の乗車人員（2005年度） - JR東日本
7. ↑  各駅の乗車人員（2006年度） - JR東日本
8. ↑  各駅の乗車人員（2007年度） - JR東日本
9. ↑  各駅の乗車人員（2008年度） - JR東日本
10. ↑  各駅の乗車人員（2009年度） - JR東日本
11. ↑  各駅の乗車人員（2010年度） - JR東日本
12. ↑  各駅の乗車人員（2011年度） - JR東日本
13. 1 2 3  各駅の乗車人員（2012年度） - JR東日本
14. 1 2 3  各駅の乗車人員（2013年度） - JR東日本
15. 1 2 3  各駅の乗車人員（2014年度） - JR東日本
16. 1 2 3  各駅の乗車人員（2015年度） - JR東日本
17. 1 2 3  各駅の乗車人員（2016年度） - JR東日本
18. 1 2 3  各駅の乗車人員（2017年度） - JR東日本
19. 1 2 3  各駅の乗車人員（2018年度） - JR東日本
20. 1 2 3  各駅の乗車人員（2019年度） - JR東日本
21. 1 2 3  各駅の乗車人員（2020年度） - JR東日本
22. 1 2 3  各駅の乗車人員（2021年度） - JR東日本
23. 1 2 3  各駅の乗車人員（2022年度） - JR東日本
24. 1 2 3  各駅の乗車人員（2023年度） - JR東日本

JRの統計データ
1. ↑  埼玉県統計年鑑 - 埼玉県
2. ↑  統計にいざ - 新座市

埼玉県統計年鑑
1. ↑  埼玉県統計年鑑（平成12年）
2. ↑  埼玉県統計年鑑（平成13年）
3. ↑  埼玉県統計年鑑（平成14年）
4. ↑  埼玉県統計年鑑（平成15年）
5. ↑  埼玉県統計年鑑（平成16年）
6. ↑  埼玉県統計年鑑（平成17年）
7. ↑  埼玉県統計年鑑（平成18年）
8. ↑  埼玉県統計年鑑（平成19年）
9. ↑  埼玉県統計年鑑（平成20年）
10. ↑  埼玉県統計年鑑（平成21年）
11. ↑  埼玉県統計年鑑（平成22年）
12. ↑  埼玉県統計年鑑（平成23年）
13. ↑  埼玉県統計年鑑（平成24年）
14. ↑  埼玉県統計年鑑（平成25年）
15. ↑  埼玉県統計年鑑（平成26年）
16. ↑  埼玉県統計年鑑（平成27年）
17. ↑  埼玉県統計年鑑（平成28年）
18. ↑  埼玉県統計年鑑（平成29年）
19. ↑  埼玉県統計年鑑（平成30年）
20. ↑  埼玉県統計年鑑（令和元年）
21. ↑  埼玉県統計年鑑（令和2年）